# UCI Europe Tour 2016
L'UCI Europe Tour 2016 fu la dodicesima edizione dell'UCI Europe Tour, uno dei cinque circuiti continentali di ciclismo dell'Unione Ciclistica Internazionale. Il suo calendario era composto da 294 corse, che si tennero dal 28 gennaio all'11 ottobre 2016 in Europa.
Durante tutta la stagione, i punti furono assegnati ai vincitori delle gare in linea, ai primi della classifica generale e ai vincitori di ogni tappa delle corse a tappe. La qualità e la complessità di una gara determinò anche quanti punti furono assegnati ai primi classificati: più alto era il punteggio UCI di una gara, più punti furono assegnati.
La classificazione UCI dal più alto al più basso fu la seguente:
- corse a tappe: 2.HC, 2.1 e 2.2;
- corse di un giorno: 1.HC, 1.1 e 1.2.

## Calendario

### Gennaio
| Data | Prova                                      | Cat. | Vincitore          | Squadra          |
| ---- | ------------------------------------------ | ---- | ------------------ | ---------------- |
| 28   | Trofeo Campos-Santanyi-Ses Salines         | 1.1  | André Greipel      | Lotto-Soudal     |
| 29   | Trofeo Pollença-Port de Andratx            | 1.1  | Gianluca Brambilla | Etixx-Quick Step |
| 30   | Trofeo Serra de Tramuntana                 | 1.1  | Fabian Cancellara  | Trek-Segafredo   |
| 31   | Trofeo Palma                               | 1.1  | André Greipel      | Lotto-Soudal     |
| 31   | Grand Prix Cycliste La Marseillaise (2016) | 1.1  | Dries Devenyns     | IAM Cycling      |

### Febbraio
| Data  | Prova                                                 | Cat. | Vincitore          | Squadra             |
| ----- | ----------------------------------------------------- | ---- | ------------------ | ------------------- |
| 3-7   | Étoile de Bessèges (2016)                             | 2.1  | Jérôme Coppel      | IAM Cycling         |
| 3-7   | Volta a la Comunitat Valenciana (2016)                | 2.1  | Wout Poels         | Team Sky            |
| 7     | Gran Premio Costa degli Etruschi (2016)               | 1.1  | Grega Bole         | Nippo-Vini Fantini  |
| 11-14 | La Méditerranéenne (2016)                             | 2.1  | Andrij Hrivko      | Astana Pro Team     |
| 13    | Vuelta a Murcia (2016)                                | 1.1  | Philippe Gilbert   | BMC Racing Team     |
| 14    | Trofeo Laigueglia (2016)                              | 1.HC | Andrea Fedi        | Southeast-Venezuela |
| 14    | Clásica de Almería (2016)                             | 1.1  | Leigh Howard       | IAM Cycling         |
| 14    | Grand Prix Laguna Poreč                               | 1.2  | Filippo Ganna      | Team Colpack        |
| 17-21 | Vuelta a Andalucía Ruta Ciclista del Sol (2016)       | 2.1  | Alejandro Valverde | Movistar Team       |
| 17-21 | Volta ao Algarve em Bicicleta (2016)                  | 2.1  | Geraint Thomas     | Team Sky            |
| 20-21 | Tour Cycliste International du Haut Var-matin (2016)  | 2.1  | Arthur Vichot      | FDJ                 |
| 23-25 | 1er Tour Cycliste International La Provence (2016)    | 2.1  | Thomas Voeckler    | Direct Énergie      |
| 27    | Omloop Het Nieuwsblad Elite (2016)                    | 1.HC | Greg Van Avermaet  | BMC                 |
| 27    | Classic Sud Ardèche - Souvenir Francis Delpech (2016) | 1.1  | Petr Vakoč         | Etixx-Quick Step    |
| 28    | Kuurne-Bruxelles-Kuurne (2016)                        | 1.HC | Jasper Stuyven     | Trek-Segafredo      |
| 28    | Gran Premio di Lugano (2016)                          | 1.HC | Sonny Colbrelli    | Bardiani-CSF        |
| 28    | Royal Bernard Drôme Classic (2016)                    | 1.1  | Petr Vakoč         | Etixx-Quick Step    |
| 28    | Grand Prix Izola                                      | 1.2  | Jure Golčer        | Adria Mobil         |

### Marzo
| Data  | Prova                                                   | Cat.   | Vincitore           | Squadra                               |
| ----- | ------------------------------------------------------- | ------ | ------------------- | ------------------------------------- |
| 2     | Trofej Umag                                             | 1.2    | Jonas Bokeloh       | Klein Constantia                      |
| 2     | Le Samyn (2016)                                         | 1.1    | Niki Terpstra       | Etixx-Quick Step                      |
| 4-6   | Driedaagse van West-Vlaanderen (2016)                   | 2.1    | Sean De Bie         | Lotto-Soudal                          |
| 5     | Strade Bianche (2016)                                   | 1.HC   | Fabian Cancellara   | Trek-Segafredo                        |
| 5     | Poreč Trophy                                            | 1.2    | Matej Mugerli       | Synergy Baku Cycling Project          |
| 5     | Craft Ster van Zwolle                                   | 1.2    | Jeff Vermeulen      | Cyclingteam Jo Piels                  |
| 6     | Gran Premio Industria e Artigianato (2016)              | 1.1    | Simon Clarke        | Cannondale Pro Cycling Team           |
| 6     | Grand Prix de la Ville de Lillers Souvenir Bruno Comini | 1.2    | Stijn Steels        | Topsport Vlaanderen-Baloise           |
| 10-13 | Istrian Spring Trophy                                   | 2.2    | Olivier Pardini     | Wallonie Bruxelles-Group Protect      |
| 12    | Energiewacht Ronde van Drenthe (2016)                   | 1.1    | Jesper Asselman     | Roompot Oranje Peloton                |
| 12-13 | 8. GP Liberty Seguros - Troféu Alpendre                 | 2.2    | August Jensen       | Team Coop-Øster Hus                   |
| 13    | Parigi-Troyes                                           | 1.2    | Rudy Barbier        | Roubaix-Métropole européenne de Lille |
| 13    | Rabobank Dorpenomloop Rucphen                           | 1.2    | Aidis Kruopis       | Veranda's Willems Cycling Team        |
| 16    | Nokere Koerse - Danilith Classic (2016)                 | 1.HC   | Timothy Dupont      | Veranda's Willems Cycling Team        |
| 16-20 | Volta ao Alentejo                                       | 2.2    | Enric Mas           | Klein Constantia                      |
| 18    | Handzame Classic (2016)                                 | 1.1    | Erik Baška          | Tinkoff                               |
| 19    | Classic Loire-Atlantique (2016)                         | 1.1    | Anthony Turgis      | Cofidis, Solutions Crédits            |
| 20    | Cholet-Pays de Loire (2016)                             | 1.1    | Rudy Barbier        | Roubaix-Métropole européenne de Lille |
| 21-27 | Tour de Normandie                                       | 2.2    | Baptiste Planckaert | Wallonie Bruxelles-Group Protect      |
| 23    | Dwars door Vlaanderen (2016)                            | 1.HC   | Jens Debusschere    | Lotto-Soudal                          |
| 24-27 | Settimana Internazionale di Coppi e Bartali (2016)      | 2.1    | Sergej Firsanov     | Gazprom-RusVelo                       |
| 26-27 | Critérium International (2016)                          | 2.HC   | Thibaut Pinot       | FDJ                                   |
| 27    | Kattekoers-Ieper (2016)                                 | 1.Ncup | Mads Pedersen       | Stölting Service Group                |
| 28    | Giro del Belvedere                                      | 1.2U   | Patrick Müller      | BMC Development Team                  |
| 29    | Gran Premio Palio del Recioto (2016)                    | 1.2U   | Ruben Guerreiro     | Axeon-Hagens Berman                   |
| 29-31 | Driedaagse De Panne - Koksijde (2016)                   | 2.HC   | Lieuwe Westra       | Astana Pro Team                       |

### Aprile
| Data  | Prova                                                                             | Cat.   | Vincitore             | Squadra                            |
| ----- | --------------------------------------------------------------------------------- | ------ | --------------------- | ---------------------------------- |
| 1     | Route Adélie de Vitré (2016)                                                      | 1.1    | Bryan Coquard         | Direct Énergie                     |
| 1-3   | Le Triptyque des Monts et Châteaux                                                | 2.2    | Mads Würtz Schmidt    | Team TreFor                        |
| 2     | Gran Premio Miguel Indurain (2016)                                                | 1.1    | Jon Izagirre          | Movistar Team                      |
| 2     | Volta Limburg Classic (2016)                                                      | 1.1    | Floris Gerts          | BMC Racing Team                    |
| 3     | Vuelta Ciclista a La Rioja (2016)                                                 | 1.1    | Michael Matthews      | Orica-GreenEDGE                    |
| 3     | Parigi-Camembert (2016)                                                           | 1.1    | Cyril Gautier         | AG2R La Mondiale                   |
| 3     | Grand Prix Adria Mobil                                                            | 1.2    | Filippo Fortin        | GM-Europa Ovini                    |
| 3     | 68º Trofeo Piva                                                                   | 1.2U   | Tao Geoghegan Hart    | Axeon-Hagens Berman                |
| 5-8   | Circuit Cycliste Sarthe - Pays de la Loire (2016)                                 | 2.1    | Marc Fournier         | FDJ                                |
| 6     | Scheldeprijs (2016)                                                               | 1.HC   | Marcel Kittel         | Etixx-Quick Step                   |
| 8-10  | Circuit des Ardennes International                                                | 2.2    | Olivier Pardini       | Wallonie Bruxelles-Group Protect   |
| 9     | Giro delle Fiandre Under-23                                                       | 1.Ncup | David Per             | Slovenia                           |
| 10    | Klasika Primavera de Amorebieta (2016)                                            | 1.1    | Giovanni Visconti     | Movistar Team                      |
| 13    | Freccia del Brabante (2016)                                                       | 1.HC   | Petr Vakoč            | Etixx-Quick Step                   |
| 13-17 | Tour du Loir-et-Cher E. Provost                                                   | 2.2    | Patrick Schelling     | Team Vorarlberg                    |
| 14    | Grand Prix de Denain - Porte du Hainaut / Valenciennes Métropole (2016)           | 1.1    | Daniel McLay          | Fortuneo-Vital Concept             |
| 14-17 | Tour of Mersin                                                                    | 2.2    | Nazim Bakırcı         | Torku Şekerspor                    |
| 15-17 | Vuelta a Castilla y León (2016)                                                   | 2.1    | Alejandro Valverde    | Movistar Team                      |
| 15-16 | ZLM Tour                                                                          | 2.Ncup | Amund Grøndahl        | Norvegia                           |
| 16    | Tour du Finistère (2016)                                                          | 1.1    | Baptiste Planckaert   | Wallonie Bruxelles-Group Protect   |
| 16    | Liegi-Bastogne-Liegi Under-23                                                     | 1.2U   | Logan Owen            | Axeon-Hagens Berman                |
| 16    | Trofeo Edil C                                                                     | 1.2    | Vincenzo Albanese     | Hopplà-Petroli Firenze             |
| 17    | Giro dell'Appennino (2016)                                                        | 1.1    | Sergej Firsanov       | Gazprom-RusVelo                    |
| 17    | Tro-Bro Léon (2016)                                                               | 1.1    | Martin Mortensen      | ONE Pro Cycling                    |
| 17    | 70e Profronde Ronde van Noord-Holland                                             | 1.2    | Mathias Westergaard   | Team Almeborg Bornholm             |
| 19-22 | Giro del Trentino (2016)                                                          | 2.HC   | Mikel Landa           | Team Sky                           |
| 19-24 | Tour of Croatia (2016)                                                            | 2.1    | Matija Kvasina        | Synergy Baku Cycling Project       |
| 23    | Belgrado-Banja Luka I                                                             | 1.2    | Vitalij Buc           | Kolss-BDC Team                     |
| 23    | Arno Wallaard Memorial                                                            | 1.2    | Maarten van Trijp     | Metec-TKH Continental Cycling Team |
| 23    | Visegrad 4 Bicycle Race - GP Hungary                                              | 1.2    | Marek Čanecký         | Amplatz-BMC                        |
| 24-1  | Presidential Cycling Tour of Turkey (2016)                                        | 2.HC   | José Gonçalves        | Caja Rural-Seguros RGA             |
| 24    | Belgrado-Banja Luka II                                                            | 1.2    | Filippo Fortin        | GM-Europa Ovini                    |
| 24    | La Roue Tourangelle Région Centre Val de Loire - Trophée Harmonie Mutuelle (2016) | 1.1    | Samuel Dumoulin       | AG2R La Mondiale                   |
| 24    | Parigi-Mantes-en-Yvelines                                                         | 1.2    | Paul Ourselin         | Vendée U                           |
| 24    | Rutland-Melton International CiCLE Classic                                        | 1.2    | Conor Dunne           | JLT-Condor                         |
| 24    | Visegrad 4 Bicycle Race - GP Slovakia                                             | 1.2    | Andrij Kulyk          | Kolss-BDC Team                     |
| 25-1  | Tour de Bretagne Cycliste                                                         | 2.2    | Adrien Costa          | Axeon-Hagens Berman                |
| 25    | Gran Premio della Liberazione                                                     | 1.2U   | Vincenzo Albanese     | Hopplà-Petroli Firenze             |
| 28-3  | Carpathian Couriers Race                                                          | 2.2U   | Hamish Schreurs       | Klein Constantia                   |
| 29-1  | Tour de Yorkshire (2016)                                                          | 2.1    | Thomas Voeckler       | Direct Énergie                     |
| 29    | Himmerland Rundt                                                                  | 1.2    | Jonas Gregaard Wilsly | Riwal Platform Cycling Team        |
| 30    | Grand Prix Viborg                                                                 | 1.2    | Johim Ariesen         | Metec-TKH Continental Cycling Team |
| 30    | ZODC Zuidenveld Tour                                                              | 1.2    | Elmar Reinders        | Cyclingteam Jo Piels               |
| 30-2  | Vuelta Asturias Júlio Álvarez Mendo (2016)                                        | 2.1    | Hugh Carthy           | Caja Rural-Seguros RGA             |

### Maggio
| Data  | Prova                                                        | Cat. | Vincitore          | Squadra                            |
| ----- | ------------------------------------------------------------ | ---- | ------------------ | ---------------------------------- |
| 1     | Rund um den Finanzplatz Eschborn-Frankfurt (2016)            | 1.HC | Alexander Kristoff | Team Katusha                       |
| 1     | Memoriał Andrzeja Trochanowskiego                            | 1.2  | Alois Kaňkovský    | Whirlpool-Author                   |
| 1     | Rund um den Finanzplatz Eschborn-Frankfurt Under-23          | 1.2U | Konrad Geßner      | P&S Team Thüringen                 |
| 1     | Circuito del Porto - Trofeo Arvedi                           | 1.2  | Marco Maronese     | Zalf-Euromobil-Désirée-Fior        |
| 1     | Skive-Løbet                                                  | 1.2  | Johim Ariesen      | Metec-TKH Continental Cycling Team |
| 2     | Memoriał Romana Sieminskiego                                 | 1.2  | Mychajlo Kononenko | Kolss-BDC Team                     |
| 4-8   | 4 Jours de Dunkerque - Tour du Nord-Pas de Calais (2016)     | 2.HC | Bryan Coquard      | Direct Énergie                     |
| 4-8   | Tour d'Azerbaïdjan (2016)                                    | 2.1  | Markus Eibegger    | Felbermayr-Simplon Wels            |
| 4-8   | Flèche du Sud                                                | 2.2  | Sérgio Sousa       | Team Vorarlberg                    |
| 5     | Dwars door de Vlaamse Ardennen                               | 1.2  | Timothy Dupont     | Veranda's Willems Cycling Team     |
| 6-8   | CCC Tour - Gródy Piastowskie                                 | 2.2  | Oleksandr Polivoda | Kolss-BDC Team                     |
| 7     | Sundvolden Grand Prix                                        | 1.2  | Andreas Vangstad   | Team Sparebanken Sør               |
| 7-8   | Vuelta Ciclista Comunidad de Madrid (2016)                   | 2.1  | Juan José Lobato   | Movistar Team                      |
| 8     | Flèche Ardennaise                                            | 1.2  | Jeroen Meijers     | Rabobank Development Team          |
| 8     | Ringerike Grand Prix                                         | 1.2  | Trond Trondsen     | Team Sparebanken Sør               |
| 8     | 9º Trofeo Città di San Vendemiano - GP Industria & Commercio | 1.2U | Simone Consonni    | Team Colpack                       |
| 12-15 | Rhône-Alpes Isère Tour                                       | 2.2  | Lennard Hofstede   | Rabobank Development Team          |
| 13-15 | Tour de Picardie (2016)                                      | 2.1  | Nacer Bouhanni     | Cofidis                            |
| 13-15 | Volta Internacional Cova da Beira                            | 2.1  | Joni Brandão       | Efapel                             |
| 13-16 | Tour de Berlin                                               | 2.2U | Rémi Cavagna       | Klein Constantia                   |
| 14    | Ronde van Overijssel                                         | 1.2  | Aidis Kruopis      | Veranda's Willems Cycling Team     |
| 14    | 108th Scandinavian Race in Uppsala 1909-2016                 | 1.2  | Syver Wærsted      | Team Ringeriks-Kraft               |
| 14    | Visegrad 4 Bicycle Race - GP Polski                          | 1.2  | Łukasz Owsian      | CCC Sprandi Polkowice              |
| 15    | Visegrad 4 Bicycle Race - GP Czech Republic                  | 1.2  | Marek Rutkiewicz   | Wibatech-Fuji                      |
| 15    | Gran Premio Industrie del Marmo                              | 1.2  | Damiano Cima       | Viris Maserati                     |
| 15    | Grand Prix Criquielion                                       | 1.2  | Timothy Dupont     | Veranda's Willems Cycling Team     |
| 18-22 | Tour of Norway (2016)                                        | 2.HC | Pieter Weening     | Roompot Oranje Peloton             |
| 18-22 | Bałtyk-Karkonosze Tour                                       | 2.2  | Mateusz Taciak     | CCC Sprandi Polkowice              |
| 19-22 | Ronde de l'Isard                                             | 2.2U | Bjorg Lambrecht    | Lotto-Soudal U23                   |
| 19-22 | Tour of Bihor - Bellotto                                     | 2.2  | Egan Bernal        | Androni Giocattoli-Sidermec        |
| 20-22 | Paris-Arras Tour                                             | 2.2  | Aidis Kruopis      | Veranda's Willems Cycling Team     |
| 21    | Berner Rundfahrt                                             | 1.2  | Enrico Salvador    | Unieuro-Wilier                     |
| 22    | Velothon Wales (2016)                                        | 1.1  | Thomas Stewart     | Madison Genesis                    |
| 22    | Grand Prix de la Somme «Conseil Départemental 80» (2016)     | 1.1  | Daniel McLay       | Fortuneo-Vital Concept             |
| 22    | Omloop der Kempen                                            | 1.1  | Oscar Riesebeek    | Metec-TKH Continental Cycling Team |
| 22-29 | An Post Rás                                                  | 2.2  | Clemens Fankhauser | Tirol Cycling Team                 |
| 25-29 | Baloise Belgium Tour (2016)                                  | 2.HC | Dries Devenyns     | IAM Cycling                        |
| 27    | Horizon Park Race for Peace                                  | 1.2  | Vitalij Buc        | Kolss-BDC Team                     |
| 27-28 | Tour of Estonia (2016)                                       | 2.1  | Grzegorz Stępniak  | CCC Sprandi Polkowice              |
| 27-29 | Tour de Gironde                                              | 2.2  | Amund Grøndahl     | Team Joker                         |
| 28    | Grand Prix de Plumelec-Morbihan (2016)                       | 1.1  | Samuel Dumoulin    | AG2R La Mondiale                   |
| 29    | Boucles de l'Aulne - Châteaulin (2016)                       | 1.1  | Samuel Dumoulin    | AG2R La Mondiale                   |
| 29    | Horizon Park Classic                                         | 1.2  | Mychajlo Kononenko | Kolss-BDC Team                     |
| 29    | Paris-Roubaix Espoirs                                        | 1.2U | Filippo Ganna      | Team Colpack                       |
| 31-2  | Tour of Ukraine                                              | 2.2  | Serhij Lahkuti     | Kolss-BDC Team                     |

### Giugno
| Data  | Prova                                                             | Cat.   | Vincitore                                    | Squadra                                      |
| ----- | ----------------------------------------------------------------- | ------ | -------------------------------------------- | -------------------------------------------- |
| 1-5   | Tour de Luxembourg (2016)                                         | 2.HC   | Maurits Lammertink                           | Roompot Oranje Peloton                       |
| 2-5   | Boucles de la Mayenne (2016)                                      | 2.1    | Bryan Coquard                                | Direct Énergie                               |
| 3-5   | Corsa della Pace Under-23                                         | 2.Ncup | David Gaudu                                  | Francia                                      |
| 4     | Heistse Pijl - Heist op den Berg (2016)                           | 1.1    | Dylan Groenewegen                            | Lotto NL-Jumbo                               |
| 4     | Grand Prix of Vinnytsia                                           | 1.2    | Sjarhej Papok                                | Minsk Cycling Club                           |
| 4     | Hets Hatsafon                                                     | 1.2    | Guy Gabay                                    | Cycling Academy                              |
| 5     | Grand Prix of ISD                                                 | 1.2    | Nurbolat Kulimbetov                          | Astana City                                  |
| 5     | Memorial Philippe Van Coningsloo                                  | 1.2    | Timothy Dupont                               | Veranda's Willems Cycling Team               |
| 5     | Coppa della Pace - Trofeo F.lli Anelli                            | 1.2    | annullata a seguito di un incidente in corsa | annullata a seguito di un incidente in corsa |
| 8-12  | Tour de Slovaquie                                                 | 2.2    | Mauro Finetto                                | Unieuro-Wilier                               |
| 9     | Gran Premio del Canton Argovia (2016)                             | 1.HC   | Giacomo Nizzolo                              | Trek-Segafredo                               |
| 9-12  | Ronde de l'Oise                                                   | 2.2    | Antonino Parrinello                          | D'Amico-Bottecchia                           |
| 10-12 | Tour of Malopolska                                                | 2.2    | Mateusz Taciak                               | CCC Sprandi Polkowice                        |
| 11    | Fyen Rundt                                                        | 1.2    | Mads Pedersen                                | Stölting Service Group                       |
| 12    | Ronde van Limburg (2016)                                          | 1.1    | Kenny Dehaes                                 | Wanty-Groupe Gobert                          |
| 12    | Rund um Köln (2016)                                               | 1.1    | Dylan Groenewegen                            | Team Lotto NL-Jumbo                          |
| 12    | Grand Prix Horsens Posten                                         | 1.2    | Alexander Kamp Egested                       | Stölting Service Group                       |
| 15-19 | Ster ZLM Toer - GP Jan van Heeswijk (2016)                        | 2.1    | Sep Vanmarcke                                | Team Lotto NL-Jumbo                          |
| 15-19 | Tour de Serbia                                                    | 2.2    | Matej Mugerli                                | Synergy Baku Cycling Project                 |
| 16-19 | Route du Sud - la Dépêche du Midi (2016)                          | 2.1    | Nairo Quintana                               | Movistar Team                                |
| 16-19 | Giro di Slovenia (2016)                                           | 2.1    | Rein Taaramäe                                | Team Katusha                                 |
| 16-19 | Tour de Savoie Mont-Blanc                                         | 2.2    | Enric Mas                                    | Klein Constantia                             |
| 16-19 | Oberösterreichrundfahrt                                           | 2.2    | Stephan Rabitsch                             | Felbermayr-Simplon Wels                      |
| 18    | Memorial Grundmanna & Wizowskiego                                 | 1.2    | Vojtěch Hačecký                              | Whirlpool-Author                             |
| 19    | Velothon Majors Copenhagen                                        | 1.1    | annullata                                    | annullata                                    |
| 19    | Circuit de Wallonie                                               | 1.2    | Kévin Lalouette                              | EC Raismes Petite-Forêt                      |
| 19    | Korona Kocich Gór                                                 | 1.2    | Mateusz Komar                                | Dare 2B                                      |
| 19    | Beaumont Trophy                                                   | 1.2    | Dion Smith                                   | ONE Pro Cycling                              |
| 22    | Halle-Ingooigem (2016)                                            | 1.1    | Dries De Bondt                               | Veranda's Willems Cycling Team               |
| 28-3  | Tour de Hongrie                                                   | 1.2    | Mihkel Räim                                  | Cycling Academy Team                         |
| 29    | Internationale Wielertrofee Jong Maar Moedig I.W.T.               | 1.2    | Jérôme Baugnies                              | Wanty-Groupe Gobert                          |
| 29-2  | Course Cycliste de Solidarnosc et des Champions Olympiques (2016) | 2.1    | Yauhen Sobal                                 | Minsk Cycling Club                           |

### Luglio
| Data  | Prova                                             | Cat.   | Vincitore                | Squadra                               |
| ----- | ------------------------------------------------- | ------ | ------------------------ | ------------------------------------- |
| 2     | Omloop Het Nieuwsblad Beloften                    | 1.2    | Elias Van Breussegem     | Veranda's Willems Cycling Team        |
| 2-9   | Int. Österreich-Rundfahrt (2016)                  | 2.1    | Jan Hirt                 | CCC Sprandi Polkowice                 |
| 3     | Balkan Elite Road Classics                        | 1.2    | Eugert Zhupa             | Wilier Triestina-Southeast            |
| 3     | Paris-Chauny                                      | 1.2    | Dieter Bouvry            | Roubaix-Métropole européenne de Lille |
| 6-10  | Sibiu Cycling Tour (2016)                         | 2.1    | Nikolaj Mihajlov         | CCC Sprandi Polkowice                 |
| 7-10  | GP Internacional Torres Vedras - Troféu Agostinho | 2.2    | Rinaldo Nocentini        | Sporting Clube de Portugal/Tavira     |
| 8     | Minsk Cup                                         | 1.2    | Aleksandr Kulikovskij    |                                       |
| 9     | Grand Prix Minsk                                  | 1.2    | Sjarhej Papok            | Minsk Cycling Club                    |
| 9     | 84º Grote Prijs Stad Sint-Niklaas                 | 1.2    | Justin Jules             | Veranclassic-Ago                      |
| 10    | Giro del Medio Brenta                             | 1.2    | Fausto Masnada           | Team Colpack                          |
| 12-17 | Giro Ciclistico della Valle d'Aosta Mont-Blanc    | 2.2U   | Kilian Frankiny          | BMC Development Team                  |
| 14-17 | Volta a Portugal do Futuro                        | 2.2U   | Wilson Enrique Rodriguez | Boyacá Raza de Campeones              |
| 17    | Trofeo Matteotti (2016)                           | 1.1    | Vincenzo Albanese        | Italia                                |
| 20    | Grand Prix Pino Cerami (2016)                     | 1.1    | Jelle Wallays            | Lotto-Soudal                          |
| 23-27 | Tour de Wallonie (2016)                           | 2.HC   | Dries Devenyns           | IAM Cycling                           |
| 24    | Grand Prix de la ville de Pérenchies              | 1.2    | Timothy Dupont           | Veranda's Willems Cycling Team        |
| 25    | Prueba Villafranca-Ordiziako Klasika (2016)       | 1.1    | Simon Yates              | Orica-BikeExchange                    |
| 26-30 | Dookoła Mazowsza                                  | 2.2    | Matti Manninen           | Klein Constantia                      |
| 27-31 | Tour Alsace                                       | 2.2    | Maximilian Schachmann    | Team Bliz-Merida                      |
| 27-31 | Giro di Danimarca (2016)                          | 2.HC   | Michael Valgren          | Tinkoff                               |
| 27-7  | Volta a Portugal (2016)                           | 2.1    | Rui Vinhas               | W52-FC Porto                          |
| 30-1  | Kreiz Breizh Elites                               | 2.2    | Jeroen Meijers           | Rabobank Development Team             |
| 31    | Circuito de Getxo "Memorial Ricardo Otxoa" (2016) | 1.1    | Diego Ulissi             | Lampre-Merida                         |
| 31    | Grand Prix Kranj                                  | 1.2    | Mattia De Marchi         | Cycling Team Friuli                   |
| 31    | Coppa dei Laghi - Trofeo Almar                    | 1.Ncup | Aleksandr Kulikovskij    | Russia                                |
| 31    | RideLondon Classic (2016)                         | 1.HC   | Tom Boonen               | Etixx-Quick Step                      |
| 31    | La Poly Normande (2016)                           | 1.1    | Baptiste Planckaert      | Wallonie Bruxelles-Group Protect      |
| 31    | Rad am Ring (2016)                                | 1.1    | Paul Voss                | Bora-Argon 18                         |

### Agosto
| Data  | Prova                                                                                       | Cat.   | Vincitore            | Squadra                        |
| ----- | ------------------------------------------------------------------------------------------- | ------ | -------------------- | ------------------------------ |
| 2-6   | Vuelta a Burgos (2016)                                                                      | 2.HC   | Alberto Contador     | Tinkoff                        |
| 5     | Dwars door het Hageland - Aarschot (2016)                                                   | 1.1    | Niki Terpstra        | Etixx-Quick Step               |
| 8     | Tour de Ribas                                                                               | 1.2    | Andriy Vasylyuk      | Kolss-BDC Team                 |
| 7     | Antwerpse Havenpijl                                                                         | 1.2    | Timothy Dupont       | Veranda's Willems Cycling Team |
| 7     | Odessa Grand Prix                                                                           | 1.2    | Oleksandr Prevar     | Kolss-BDC Team                 |
| 10-14 | Arctic Race of Norway (2016)                                                                | 2.HC   | Gianni Moscon        | Team Sky                       |
| 10-13 | Tour de l'Ain (2016)                                                                        | 2.1    | Sam Oomen            | Team Giant-Alpecin             |
| 11-13 | Tour of Szeklerland                                                                         | 2.2    | Kirill Pozdnyakov    | Synergy Baku Cycling Project   |
| 11-14 | Czech Cycling Tour (2016)                                                                   | 2.1    | Diego Ulissi         | Lampre-Merida                  |
| 13    | Memoriał Henryka Łasaka                                                                     | 1.2    | Paweł Franczak       | Verva ActiveJet                |
| 14    | Puchar Uzdrowisk Karpackich                                                                 | 1.2    | Antonio Parrinello   | D'Amico-Bottecchia             |
| 14    | KOGA Slag om Norg                                                                           | 1.2    | Fabio Jakobsen       | SEG Racing Academy             |
| 14    | 41º Gran Premio Sportivi di Poggiana-41º Trofeo Bonin Costruzioni-6º Gran Premio Pasta Zara | 1.2U   | Michael Storer       | Australia                      |
| 16    | Gran Premio Capodarco - Comunità di Capodarco                                               | 1.2U   | Jai Hindley          | Attaque Team Gusto             |
| 16-19 | Tour du Limousin (2016)                                                                     | 2.1    | Joey Rosskopf        | BMC Racing Team                |
| 17    | XIX Trofeo Beato Bernardo - Coppa Citta' di Offida                                          | 1.2U   | Enrico Salvador      | Unieuro-Wilier                 |
| 19    | Arnhem-Veenendaal Classic (2016)                                                            | 1.1    | Dylan Groenewegen    | Team Lotto NL-Jumbo            |
| 20    | Puchar Mon                                                                                  | 1.2    | Alois Kaňkovský      | Whirlpool-Author               |
| 20-27 | Tour de l'Avenir                                                                            | 2.Ncup | David Gaudu          | Francia                        |
| 21    | Grote Prijs Jef Scherens - Rondom Leuven (2016)                                             | 1.1    | Dimitri Claeys       | Wanty-Groupe Gobert            |
| 23    | Grand Prix des Marbriers                                                                    | 1.2    | Emiel Planckaert     | Lotto-Soudal U23               |
| 23-26 | Tour du Poitou-Charentes (2016)                                                             | 2.1    | Sylvain Chavanel     | Direct Énergie                 |
| 23-28 | Baltic Chain Tour                                                                           | 2.2    | Maris Bogdanovics    | Rietumu-Delfin                 |
| 23    | Grote Prijs Stad Zottegem (2016)                                                            | 1.1    | Tim Merlier          | Crelan-Vastgoedservice         |
| 24    | Druivenkoers - Overijse (2016)                                                              | 1.1    | Jérôme Baugnies      | Wanty-Groupe Gobert            |
| 27-28 | Ronde van Midden-Nederland                                                                  | 2.2    | Chris Opie           | ONE Pro Cycling                |
| 27    | Omloop Mandel-Leie-Schelde Meulebeke                                                        | 1.2    | Pieter Vanspeybrouck | Topsport Vlaanderen-Baloise    |
| 28-31 | Tour of Bulgaria                                                                            | 2.2    | Marco Tecchio        | Unieuro-Wilier                 |
| 28    | Schaal Sels (2016)                                                                          | 1.1    | Wout Van Aert        | Crelan-Vastgoedservice         |
| 28    | Croatia-Slovenia                                                                            | 1.2    | Jannik Steimle       | Felbermayr-Simplon Wels        |
| 31-4  | Tour des Fjords (2016)                                                                      | 2.1    | Alexander Kristoff   | Team Katusha                   |
| 31-4  | Okolo Jižních Čech                                                                          | 2.2    | annullato            | annullato                      |

### Settembre
| Data  | Prova                                                 | Cat. | Vincitore                 | Squadra                        |
| ----- | ----------------------------------------------------- | ---- | ------------------------- | ------------------------------ |
| 2-4   | Black Sea Cycling Tour                                | 2.2  | annullato                 | annullato                      |
| 3     | Brussels Cycling Classic (2016)                       | 1.HC | Tom Boonen                | Etixx-Quick Step               |
| 4-11  | Aviva Tour of Britain (2016)                          | 2.HC | Steve Cummings            | Team Dimension Data            |
| 4     | Grand Prix de Fourmies - La Voix du Nord (2016)       | 1.HC | Marcel Kittel             | Etixx-Quick Step               |
| 4     | Kernen Omloop Echt-Susteren                           | 1.2  | Daan Meijers              | Cyclingteam Join's-De Rijke    |
| 4     | Cykło Gdynia                                          | 1.2  | annullata                 | annullata                      |
| 9-11  | East Bohemia Tour                                     | 2.2  | Jan Tratnik               | Amplatz-BMC                    |
| 10    | De Kustpijl                                           | 1.2  | Timothy Dupont            | Veranda's Willems Cycling Team |
| 10    | Tour du Jura                                          | 1.2  | annullato                 | annullato                      |
| 11    | Velothon Stockholm                                    | 1.1  | annullata                 | annullata                      |
| 11    | Tour du Doubs - Conseil Général (2016)                | 1.1  | Samuel Dumoulin           | AG2R La Mondiale               |
| 11    | Chrono Champenois Masculine International             | 1.2  | Daniel Westmattelmann     | Team Kuota-Lotto               |
| 12    | Grote Prijs Marcel Kint                               | 1.2  | Jan-Willem van Schip      | Cyclingteam Join's-De Rijke    |
| 14    | Campionati europei - Cronometro Under-23 (2016)       | CC   | Lennard Kämna             | Germania                       |
| 14    | 97ª Coppa Bernocchi - G.P. BPM (2016)                 | 1.1  | Giacomo Nizzolo           | Italia                         |
| 14    | Grand Prix de Wallonie (2016)                         | 1.1  | Tony Gallopin             | Lotto-Soudal                   |
| 14-18 | Romanian Cycling Tour                                 | 2.2  | annullato                 | annullato                      |
| 15    | Campionati europei - Cronometro (2016)                | CC   | Jonathan Castroviejo      | Spagna                         |
| 15    | Coppa Agostoni - Giro delle Brianze (2016)            | 1.1  | Sonny Colbrelli           | Bardiani-CSF                   |
| 16    | Campionati europei - Gara in linea Under-23 (2016)    | CC   | Aljaksandr Rjabušenko     | Bielorussia                    |
| 16    | Kampioenschap van Vlaanderen (2016)                   | 1.1  | Timothy Dupont            | Veranda's Willems Cycling Team |
| 17    | Primus Classic Impanis - Van Petegem (2016)           | 1.HC | Fernando Gaviria          | Etixx-Quick Step               |
| 17    | Memorial Marco Pantani (2016)                         | 1.1  | Francesco Gavazzi         | Androni Giocattoli-Sidermec    |
| 18    | Campionati europei - Gara in linea (2016)             | CC   | Peter Sagan               | Slovacchia                     |
| 18    | Gran Premio Industria e Commercio di Prato            | 1.1  | annullato                 | annullato                      |
| 18    | Grand Prix d'Isbergues - Pas de Calais (2016)         | 1.1  | Alexander Kristoff        | Team Katusha                   |
| 20-21 | Giro della Toscana - Memorial Alfredo Martini (2016)  | 2.1  | Daniele Bennati           | Italia                         |
| 22    | Coppa Sabatini - Gran Premio città di Peccioli (2016) | 1.1  | Sonny Colbrelli           | Bardiani-CSF                   |
| 24    | Giro dell'Emilia (2016)                               | 1.HC | Esteban Chaves            | Orica-BikeExchange             |
| 25    | Duo Normand (2016)                                    | 1.1  | Luke Durbridge Svein Tuft | Orica-BikeExchange             |
| 25    | Gooikse Pijl                                          | 1.2  | Aidis Kruopis             | Veranda's Willems Cycling Team |
| 25    | Gran Premio Bruno Beghelli (2016)                     | 1.HC | Nicola Ruffoni            | Bardiani-CSF                   |
| 27    | Tre Valli Varesine (2016)                             | 1.HC | Sonny Colbrelli           | Bardiani-CSF                   |
| 27    | Omloop van het Houtland Lichtervelde                  | 1.1  | annullato                 | annullato                      |
| 27    | Ruota d'Oro - GP Festa del Perdono                    | 1.2U | Vincenzo Albanese         | Hopplà-Petroli Firenze         |
| 27-2  | Olympia's Tour                                        | 2.2U | Cees Bol                  | Rabobank Development Team      |
| 28    | Milano-Torino (2016)                                  | 1.HC | Miguel Ángel López        | Astana Pro Team                |
| 29    | Giro del Piemonte (2016)                              | 1.HC | Giacomo Nizzolo           | Italia                         |

### Ottobre
| Data | Prova                                                      | Cat. | Vincitore         | Squadra              |
| ---- | ---------------------------------------------------------- | ---- | ----------------- | -------------------- |
| 2    | 88º Piccolo Giro di Lombardia (2016)                       | 1.2U | Harm Vanhoucke    | Lotto-Soudal U23     |
| 2    | Tour de l'Eurométropole (2016)                             | 2.HC | Dylan Groenewegen | Team Lotto NL-Jumbo  |
| 2    | Tour de Vendée (2016)                                      | 1.1  | Nacer Bouhanni    | Cofidis              |
| 3    | Sparkassen Münsterland Giro (2016)                         | 1.HC | John Degenkolb    | Team Giant-Alpecin   |
| 6    | Binche-Chimay-Binche - Mémorial Frank Vandenbroucke (2016) | 1.1  | Arnaud Démare     | FDJ                  |
| 6    | Parigi-Bourges (2016)                                      | 1.1  | Sam Bennett       | Bora-Argon 18        |
| 9    | Parigi-Tours (2016)                                        | 1.HC | Fernando Gaviria  | Etixx-Quick Step     |
| 9    | Parigi-Tours Espoirs (2016)                                | 1.2U | Arvid De Kleijn   | Cyclingteam Jo Piels |
| 13   | Nationale Sluitingsprijs Putte-Kapellen (2016)             | 1.1  | Roy Jans          | Wanty-Groupe Gobert  |

## Classifiche
A partire dall'edizione 2016 vengono inclusi nella classifica individuale anche i ciclisti facenti parte delle formazioni World Tour.
| Pos. | Corridore           | Squadra      | Punti |
| ---- | ------------------- | ------------ | ----- |
| 1    | Baptiste Planckaert | Wallonie B.  | 1 555 |
| 2    | Timothy Dupont      | V. Willems   | 1 425 |
| 3    | Sonny Colbrelli     | Bardiani-CSF | 1 370 |
| 4    | Bryan Coquard       | Direct Én.   | 1 263 |
| 5    | Dylan Groenewegen   | Lotto NL     | 1 145 |
| 6    | Diego Ulissi        | Lampre       | 1 126 |
| 7    | Samuel Dumoulin     | AG2R La M.   | 1 060 |
| 8    | Francesco Gavazzi   | Androni G.   | 954   |
| 9    | Petr Vakoč          | Etixx        | 910   |
| 10   | Nacer Bouhanni      | Cofidis      | 910   |

| Pos. | Corridore Under-23   | Squadra      | Punti |
| ---- | -------------------- | ------------ | ----- |
| 1    | Fernando Gaviria     | Etixx        | 727   |
| 2    | Gianni Moscon        | Team Sky     | 501   |
| 3    | Tiesj Benoot         | Lotto-Soudal | 439   |
| 4    | Kristoffer Halvorsen | Joker        | 387   |
| 5    | Anthony Turgis       | Cofidis      | 381   |
| 6    | Wout Van Aert        | Crelan       | 360   |
| 7    | Sam Oomen            | Giant        | 313   |
| 8    | Pascal Ackermann     | Rad-net      | 288   |
| 9    | Hugh Carthy          | Caja Rural   | 287   |
| 10   | Vincenzo Albanese    | Hopplà       | 286   |

| Pos. | Squadra                        | Punti |
| ---- | ------------------------------ | ----- |
| 1    | Wanty-Groupe Gobert            | 3 012 |
| 2    | Direct Énergie                 | 2 881 |
| 3    | Cofidis, Solutions Crédits     | 2 815 |
| 4    | Caja Rural-Seguros RGA         | 2 650 |
| 5    | Wallonie Bruxelles-Gr. Protect | 2 419 |
| 6    | Bardiani-CSF                   | 2 244 |
| 7    | Veranda's Willems Cycling T.   | 2 201 |
| 8    | Androni Giocattoli-Sidermec    | 2 109 |
| 9    | Topsport Vlaanderen-Baloise    | 2 038 |
| 10   | Bora-Argon 18                  | 1 930 |

| Pos. | Nazione       | Punti    |
| ---- | ------------- | -------- |
| 1    | Belgio        | 7 991    |
| 2    | Italia        | 6 780,75 |
| 3    | Francia       | 6 477    |
| 4    | Norvegia      | 3 865    |
| 5    | Paesi Bassi   | 3 738    |
| 6    | Gran Bretagna | 3 663    |
| 7    | Spagna        | 3 603,25 |
| 8    | Germania      | 3 400    |
| 9    | Danimarca     | 2 562,5  |
| 10   | Rep. Ceca     | 2 231    |